# فرانك كروفورد أرمسترونغ
فرانك كروفورد أرمسترونغ (بالإنجليزية: Frank Crawford Armstrong)‏ هو عسكري أمريكي، ولد في 22 نوفمبر 1835 في الإقليم الهندي في الولايات المتحدة، وتوفي في 8 سبتمبر 1909 في بار هربور في الولايات المتحدة.